# Belgische gemeenteraadsverkiezingen 1976
De Belgische gemeenteraadsverkiezingen van 1976 vonden plaats op zondag 10 oktober 1976.
De gemeenteraden van alle 596 Belgische gemeenten werden verkozen voor een periode van zes jaar. De vorige gemeenteraadsverkiezingen vonden plaats op zondag 11 oktober 1970 en de volgende op zondag 10 oktober 1982.
Dit was de verkiezing tijdens de grootschalige fusies van Belgische gemeenten, waarbij het aantal gemeenten gereduceerd werd van 2359 tot 596.
Er waren 12.712 te verkiezen gemeenteraadsleden. Er waren gemiddeld 4,12 kandidatenlijsten per gemeente.
Enkel in Herstappe was er geen verkiezing: er was maar één lijst ingediend.

## Uitslagen
In Brussel werden 49 gemeenteraadsleden verkozen. Het FDF werd de grootste partij. Burgemeester Pierre Van Halteren (PLP) werd herverkozen.
In Gent was minister Placide De Paepe lijsttrekker voor CVP, minister Gilbert Temmerman voor de socialisten en minister Willy De Clercq voor de PVV. De Clercq had de meeste voorkeursstemmen, maar de CVP (met de meeste zetels) maakte een coalitie met de socialisten en De Paepe werd burgemeester.